# Hel (udde)
Hel är en udde i Antarktis. Den ligger i Östantarktis. Australien gör anspråk på området.
Terrängen inåt land är huvudsakligen platt.  Trakten är obefolkad. Det finns inga samhällen i närheten. 